# Thierry Dubois (auteur)
Pour les articles homonymes, voir Dubois et Thierry Dubois.
Thierry Dubois  est un illustrateur, dessinateur et scénariste de bande dessinée français, né le 29 mai 1963 à Saint-Maur-des-Fossés, alors dans le département de la Seine, aujourd'hui commune du Val-de-Marne.
Passionné d'automobile et collectionneur de voitures anciennes, Thierry Dubois réalise depuis le milieu des années 1990 « un travail de mémoire (…) sur le monde perdu des routes délaissées. Celui des grands axes, d’avant les autoroutes, où se côtoyaient routiers rivés à leur bahut et vacanciers euphoriques ou englués dans d’interminables embouteillages ». Il est reconnu comme spécialiste des routes nationales et plus particulièrement de la Route Nationale 7 qu'il parcourt plusieurs fois par an au volant de ses voitures anciennes et au long de laquelle il reconstitue deux fois par an des embouteillages avec camions et voitures d’époque, ce qui lui vaut le surnom de « Monsieur Nationale 7 »,.
Il publie divers textes et illustrations dans la presse spécialisée dans l'automobile avant de réaliser des albums de bande dessinée sur l'histoire de la RN7. Depuis 2010, il se consacre essentiellement au scénario de séries de bande dessinée se déroulant dans le monde de l'automobile, Jacques Gipar depuis 2010 et Le Merlu depuis 2020.

## Biographie

### Les Routes Nationales
Travaillant initialement en tant qu'illustrateur pour plusieurs revues automobiles de la presse écrite (La Vie de l'auto, Charge utile, Les Routiers, etc.), la publicité et l'édition, il crée un blog et une page Facebook consacrés a sa passion des routes nationales. Déclarant avoir « beaucoup souffert de voir les véhicules mal dessinés », il réalise un premier album pour lequel il se charge des textes et illustrations, La Route Paris Côte d'Azur - Petite histoire des Nationales 5, 6 et 7, publié en 2003 aux Éditions Drivers, avec lesquelles il collabore ensuite pendant quelques années en publiant Rochepot - la vieille Route, en 2005, Sur les traces de François Lecot - 400 000 km en Traction en 2006, puis C'était la Route nationale 7 - La route Bleue - La route Nationale 6 en 2010. Il participe parallèlement à la réalisation d'une série de 80 fascicules bimensuels édités par les éditions Altaya à compter de 2008, La Route Bleue - Les Plus belles étapes de la RN7, pour laquelle il réalise notamment une histoire complète de 44 planches, Rendez-vous sur la Nationale 7 parue dans les nos 1 à 22.
À compter de 2008, il intègre la collection Calandre des Éditions Paquet consacrée à l'automobile et publie une version réactualisée de C'était la Route nationale 7, La Nationale 7 en autorama en mai 2014 et Chroniques de la Nationale 7 en novembre 2017 qui viennent compléter son travail sur la RN7, puis On est heureux, Nationale 10, sur scénario de Laurent Carré en octobre 2018.
Son style graphique s'inspire de l'école belge de la bande dessinée, la ligne claire.
En 2021, Thierry Dubois relance les Chroniques de la Nationale 7, qui deviennent une série dont, après une collaboration à quatre mains sur Par tous les temps, sorti en avril, il abandonne le dessin à Romain Blais pour le troisième tome, 400.000 kilomètres, publié en novembre.

### Une aventure de Jacques Gipar
Depuis 2010, il se consacre essentiellement au scénario et crée, avec Jean-Luc Delvaux au dessin, la série Une aventure de Jacques Gipar, située dans les années 50 et mettant en vedette un journaliste d'investigation au journal France Enquêtes qui, assisté de son collaborateur Petit-Breton, enquête sur des affaires en relations avec l'automobile et les routes nationales, dont le premier tome, Le Gang des Pinardiers, qui met le journaliste aux prises avec des voleurs de camions, paraît au mois d'avril 2010. Dans Le Retour des Capucins, Jacques Gipar se retrouve en Bourgogne sur les traces d'une ancienne bande de bandits de grand chemin. Une 2CV pour Luciano est un recueil de quatre histoires courtes. Début 2013 parait La Femme du notaire, dont l'action se déroule dans la Somme. En mai 2014, le cinquième tome est publié, Trafic sur la grande bleue, dont la suite, La Station du Clair de Lune, sort en août 2015. Les deux tomes suivants, Gaby le magnifique et L'Écho de la taïga, paraissent respectivement en novembre 2018 et janvier 2020.

### Le Merlu
Avec Jérôme Phalippou au dessin, il lance une nouvelle série, Le Merlu, surnom d'un chauffeur routier mêlé à la Résistance dans la France occupée. Ils travaillent en binôme parfait. Thierry Dubois envoie le story board à Jérôme Phalippou qui, de son côté, aménage ce qu’il veut, ce qu’il imagine, à partir de la trame du scénario reçue. Thierry Dubois étant un spécialiste depuis très longtemps des véhicules anciens en tout genres, ainsi que des décors d’époque, possède une documentation phénoménale. À chaque double page de story board, il joint de manière pléthorique les documents qui vont avec : des photos de camions, de paysages, des haltes que doit faire le personnage durant ses trajets. Cela accélère beaucoup le travail car la recherche de documentation est quelque chose de très chronophage en bande dessinée,. Le premier tome, Les Routes de la défaite, paraît le 5 août 2020. Dans cet album, lors de l'exode de mai 1940, une colonne de camions tente de monter au front. Mais la percée allemande est trop forte et la troupe est hélas faite prisonnière. Cependant, pour Georges Colin, un soldat de 25 ans, il n'est pas question de moisir dans les camps. Dès la première occasion, il s'évade et rentre chez lui tant bien que mal. L'armistice est alors signé et l'occupation de la France commence. La petite entreprise familiale de transport est pratiquement réduite à néant. Il lui faut beaucoup du courage pour relancer l’activité car lorsqu’on passe régulièrement la ligne de démarcation au volant d’un camion, on attire forcément l’attention. Les tomes 2 et 3 sortent en 2021 et 2022.
Sur Auracan, site d'actualités de la bande dessinée, la série est dépeinte comme un « récit solidement documenté, bien construit et portant notre regard sur la vie difficile des civils dans une France occupée ». Le scénario permet l'installation du contexte du récit et d'un climat de suspicion et de menace permanentes. Les auteurs ont « l'intelligence de ne pas donner aux protagonistes une stature héroïque caricaturale. Ce sont des gens ordinaires qui tentent de se débrouiller avant de passer peu à peu une forme de résistance conditionnée par leurs itinéraires. »

## One Shot
- La Route Paris Côte d'Azur - Petite histoire des Nationales 5, 6 et 7, Éditions Drivers, 2003
- 100 ans de Calberson 1904 - 2004 (scénario et dessin), Geodis Calberson, 2004
- Rochepot - la vieille Route, avec Sylvain Cantalès, Éditions Drivers, 2005
- Sur les traces de François Lecot - 400 000 km en Traction, Éditions Drivers, 2006
- La Route Bleue - Les Plus belles étapes de la RN7 (Editions Altaya : Série de 80 fascicules bimensuels, le N°1 est paru en janvier 2008).
- C'était la Nationale 7 - La route Bleue - La route Nationale 6 (scénario et dessin), Éditions Drivers coll. « Mémoires de la route », 2010, réédition actualisée, Éditions Paquet coll. « Calandre », 2012
- La Nationale 7 en Autorama, Éditions Paquet, 2014
- On est heureux, Nationale 10 (dessin et couleurs), avec Laurent Carré (scénario), Éditions Paquet coll. « Calandre », 2018

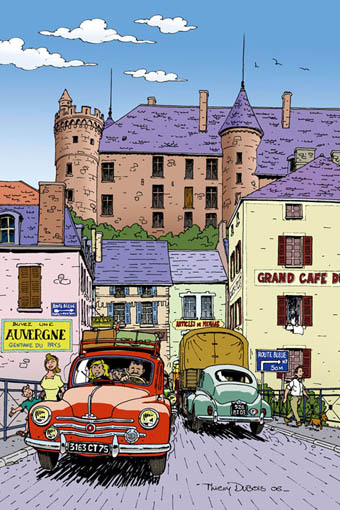
La Nationale 7 à Lapalisse (Allier).
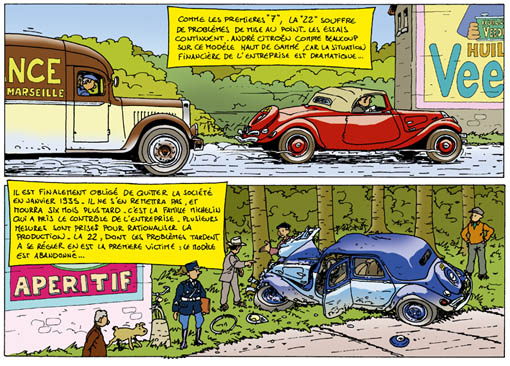
Extrait d'une bande dessinée sur la Traction.
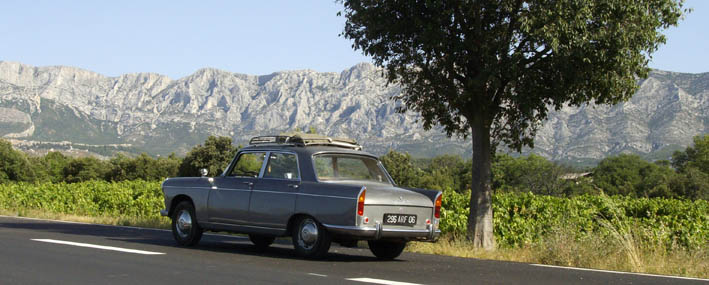
La Peugeot 404 de Thierry Dubois.

## Séries

### Une aventure de Jacques Gipar
(scénario), avec Jean-Luc Delvaux (dessin), (couleurs - tomes 1 à 3), Louis-Laurent Carpentier (couleurs - tome 3) et Béatrice Constant (couleurs - à compter du tome 4), Éditions Paquet coll. « Calandre »

#### Série classique
1. Le Gang des Pinardiers, 21 avril 2010
2. Le Retour des Capucins, 6 juillet 2011
3. Une 2CV pour Luciano, 21 mars 2012
4. La Femme du notaire, 23 janvier 2013
5. Trafic sur la Grande Bleue, 23 avril 2014 (il existe une édition limitée, crayonnés / noir et blanc, 2014)
6. La Station du Clair de Lune, 26 août 2015
7. Gaby le magnifique, 28 novembre 2018
8. L'Écho de la taïga, 12 février 2020
9. Le Christ de Saclay, 24 février 2021
10. Le Trésor de Noirmoutier, 9 février 2022 (il existe une édition limitée, crayonnés / noir et blanc, 2022)
11. Le Grand Prix d'Angoulême, 12 avril 2023

#### Intégrale
1. Premières aventures, 7 décembre 2016 reprend les tomes 1 à 3
2. Aventures en Grand Large, 7 novembre 2018 reprend les tomes 4 à 6
3. Paris-Normandie, 9 février 2022 reprend les tomes 7 à 9

### Chroniques de la Nationale 7
Éditions Paquet coll. « Calandre »
1. Chroniques de la Nationale 7, scénario et dessin, avec Callixte et Magali Paillat (couleurs), 22 novembre 2017
2. Par tous les temps, scénario, dessin avec Romain Blais, avec Patrick Larme (couleurs), 14 avril 2021
3. 400.000 kilomètres, scénario, avec Romain Blais (dessin) et Patrick Larme (couleurs), 10 novembre 2021

### Le Merlu
- 1. Les routes de la défaite, Éditions Paquet, France, 5 août 2020
Scénario : Thierry Dubois - Dessin : Jérôme Phalippou - Couleurs : Patrick Larme - (ISBN 978-2-889-32559-7)
- 2. Les routes du sang, Éditions Paquet, France, 21 avril 2021
Scénario : Thierry Dubois - Dessin : Jérôme Phalippou - Couleurs : Patrick Larme - (ISBN 978-2-889-32127-8)
- 3. Les routes de la victoire, Éditions Paquet, France, 16 novembre 2022
Scénario : Thierry Dubois - Dessin : Jérôme Phalippou - Couleurs : Patrick Larme - (ISBN 978-2-889-32582-5)